# Oberaden
Oberaden ist ein Stadtteil von Bergkamen in Nordrhein-Westfalen und gehört zum Kreis Unna.
Oberaden ist ein Teil der am 1. Januar 1966 als Zusammenschluss von fünf Gemeinden (Bergkamen, Heil, Oberaden, Rünthe und Weddinghofen) entstandenen Stadt Bergkamen.

## Geschichte

### Römisch-germanische Wurzeln
Die archäologischen Relikte des unter Drusus im Jahre 11 v. Chr. entstandenen römischen Militärlagers (Römerlager Oberaden) sind vielfältig und wurden rund um den Römerberg bis hin zum Uferkastell an der Lippe im benachbarten Lünen-Beckinghausen aufgespürt (Römerlager Beckinghausen).
Pfarrer Otto Prein aus Methler begann 1905 mit den Ausgrabungen. Seine Theorie, das Oberadener Lager sei als Castra Aliso Schauplatz der Varusschlacht gewesen, war in Wilhelminischer Zeit überaus populär, erwies sich aber als unzutreffend (vgl. Fundregion Kalkriese). Fundstücke aus römischer Zeit (Münzen, Waffen, Gefäße u. a.) finden sich zum kleineren Teil im Stadtmuseum Bergkamen und zum größeren im Römermuseum Haltern. Am 30. April 2006 wurde der Archäologische Lehrpfad auf dem Gelände des Römerlagers Oberaden vom Verein der Freunde und Förderer des Stadtmuseums Bergkamen der interessierten Öffentlichkeit übergeben. An der von der Museumsleiterin Barbara Strobel engagiert vorangetriebenen Realisierung waren die Nordrhein-Westfalen-Stiftung für Naturschutz, Heimat- und Kulturpflege und der Archäologe Johann-Sebastian Kühlborn aus Münster beteiligt. Die Schaffung eines archäologischen Parks ist mit der Errichtung einer Holz-Erde-Mauer unweit der St.-Barbara-Kirche begonnen worden.

### Von Karolingischer Zeit zur Industrialisierung

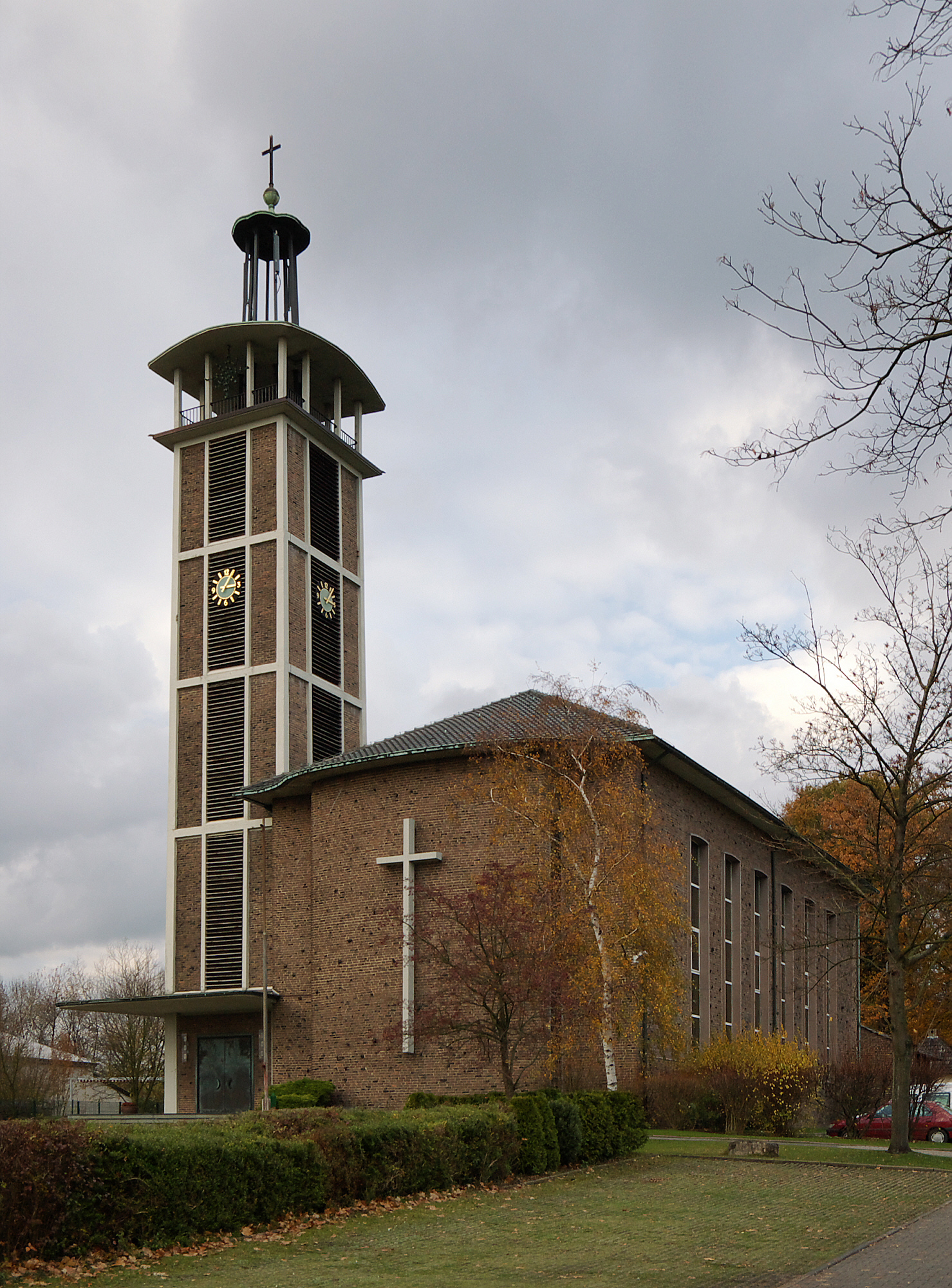
Martin-Luther-Kirche auf dem Römerberg

Der befestigte Herrenhof Aden an der Seseke wurde zusammen mit der Adener Mühle im Jahre 1188 erstmals urkundlich erwähnt. Die Bauerschaft Oberaden wurde 1373 in einer Urkunde als „burschap tho over Adene“ bezeichnet. Adene meint altniederdeutsch: Siedlung an einem Wasserlauf (vgl. auch Niederaden). Oberaden war Teil der Grafschaft Mark und gehörte zum 899 in karolingischer Zeit erstmals erwähnten Kirchspiel Methler. Nach der Weihe der Margaretenkirche in Methler im Jahre 1318 übertrug Graf Engelbert II. von der Mark das Patronat über diese Kirche dem Kloster Cappenberg. 1560 trat das Kirchspiel zum lutherischen Glauben über. 1609 fiel die Grafschaft Mark an das Kurfürstentum Brandenburg. 1772, unter Friedrich dem Großen, wurden Maßnahmen zur Wirtschaftsentwicklung ergriffen, Boden kultiviert und sechs süddeutsche Familien angesiedelt. Gegen Ende des 18. Jahrhunderts bestand das Dorf aus 25 Bauernhöfen und 37 sonstigen Hausstätten. In napoleonischer Zeit von 1806 bis 1813 entfielen einerseits Frondienstleistungen und Hörigkeit, andererseits nahmen Zwangsrekrutierungen und Steuerbelastungen zu.
Oberaden bewahrte seinen ländlichen Charakter bis ins 20. Jahrhundert. Zwar entstand bereits 1905 die vorwiegend dem Güterverkehr dienende Bahnlinie zwischen Hamm und Oberhausen-Osterfeld (Hamm-Osterfelder Bahn, die sogenannte „Nordstrecke“); der Datteln-Hamm-Kanal (Lippe-Seiten-Kanal) wurde 1915 durch das Ortsgebiet geführt; aber noch 1925 zählte Oberaden lediglich 1850 Einwohner. Viele Oberadener arbeiteten in den Bergwerken benachbarter Städte, wie z. B. auf der Zeche Werne in Werne, auf dem Schacht Grimberg in Weddinghofen oder auf der Eisenhütte Westfalia (gegründet 1826) im jetzigen Lünen-Wethmar. Der Anteil der Katholiken in Oberaden wuchs vor allem durch Zuwanderung. 1897 wurde im benachbarten Beckinghausen die zum Bistum Paderborn gehörige katholische Herz-Jesu-Kirche geweiht.

### Zeche Haus Aden

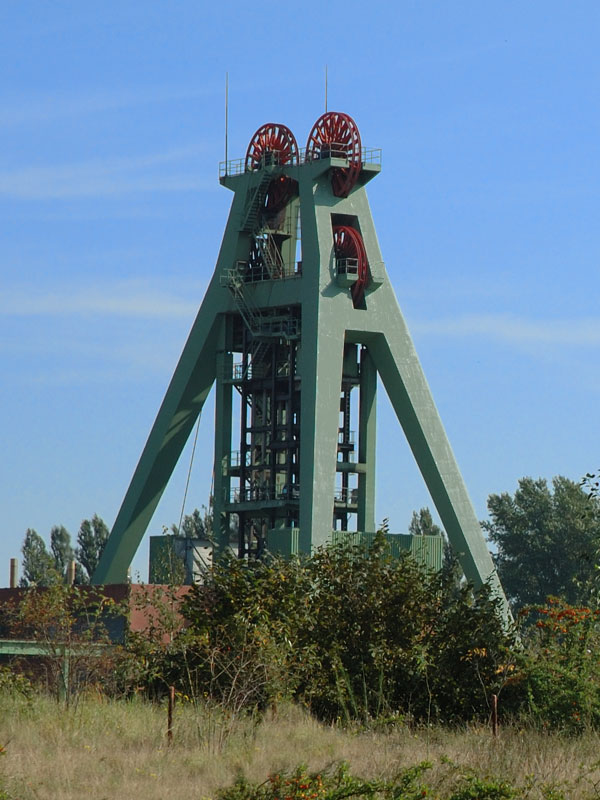
Fördergerüst der stillgelegten Zeche Haus Aden, September 2007

Der Steinkohlenbergbau in Oberaden selbst begann erst am 28. September 1938 mit dem Abteufen der Schächte Haus Aden 1 und 2. Die erste Kohle wurde 1943 gefördert – auch mit Hilfe von sowjetischen Kriegsgefangenen (vgl. Stammlager VI A in Hemer) und polnischen Zwangsarbeitern. Mitte der 1950er Jahre lag die Zahl der auf der Zeche Haus Aden Beschäftigten bereits bei ca. 3500. Seit Juni 1949 mit einer elektrischen Fördermaschine ausgestattet, stieg die Steinkohle-Förderung von 134.000 t im Jahr 1945 auf jährlich 596.000 t im Jahr 1950. Die Einwohnerzahl stieg ebenfalls rasch, erreichte 1966 ein Maximum von 13.300 und wurde begleitet vom Bau von Wohnsiedlungen (Am Römerberg, Auf den Birken, Auf den Sieben Stücken, Im Sundern, Am Castell u. a.), Kindergärten und Schulen (Grund- und Hauptschulen, Realschule, Sonderschule), Kirchen und Gemeindehäusern (St.-Barbara-Kirche 1955; Martin-Luther-Kirche 1957, neben der sogenannten „kleinen weißen Kirche auf der Burg“ von 1932 errichtet) sowie kleinen Einkaufszentren für die rasch wachsende, ab 1970 auch türkischstämmige Belegschaft der Zeche. Der Ausländeranteil (insbesondere Fachkräfte aus der Türkei, aus der Sowjetunion und aus Polen) lag 1980 bei ca. 7 %. Ein islamisches Gebetshaus besteht seit 2010. Rücksichtnahme auf archäologische Gesichtspunkte stand beim Wohnungsbau nicht im Vordergrund. Viele der alten Bauernhöfe mussten den Bergarbeitersiedlungen der Vestisch-Märkischen Wohnungsbaugesellschaft weichen.

### Umstrukturierung
Zum Ende des 20. Jahrhunderts verlor der Bergbau in Oberaden an Bedeutung. Die Zeche Haus Aden wurde Teil des Bergwerks Ost der Ruhrkohle AG. Ein Teil der Belegschaft wurde abgebaut (sog. Frühverrentung) oder verlagert, und 2001 – nur zwei Generationen nach dem Abteufen der Schächte – wurde die Zeche geschlossen. 2006 wurde das Fördergerüst über Schacht I gesprengt. Das zuletzt errichtete Fördergerüst über Schacht II blieb zunächst als Wahrzeichen erhalten und diente der Wasserhaltung, bis es 2021 abgerissen wurde. Vom Übertagebetrieb des Bergwerks ist kaum etwas geblieben als eine weiträumige Industriebrache am nördlichen Rand des Ruhrgebiets, direkt angrenzend an das Münsterland. Durch die Lage des Geländes an dem nur noch wenig befahrenen Kanal unweit der mäandernden Lippe und den Blick auf das nur wenige Kilometer entfernte Schloss Cappenberg ließen sich Stadtplaner zur Vision einer „Wasserstadt“ anregen.

### Renaturierung
Das Wasserstadt-Projekt entspricht den Anstrengungen der Stadt Bergkamen, sich dem Strukturwandel zu stellen: Die Bergehalde am Großen Holz mit dem angrenzenden Naturschutzgebiet Beversee wurde begrünt und in ein Naherholungsgebiet umgewandelt.

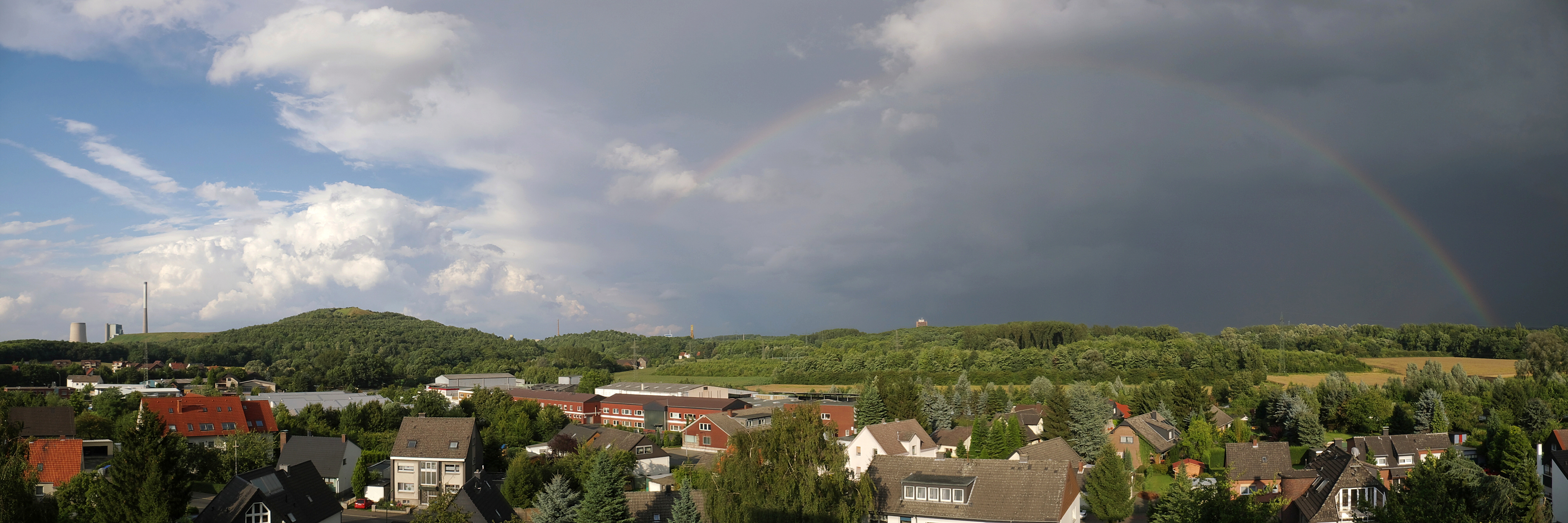
Renaturierte Abraumhalde Großes Holz

Einige Kilometer östlich ist im Stadtteil Rünthe für Sportboote eine Marina entstanden. Die Bachläufe von Seseke und Kuhbach, die im Zuge der Industrialisierung zu Abwasserkanälen wurden, sind renaturiert. Ein gut geknüpftes Netz von Radwegen (darunter auch der Fernweg „Römerroute“ von Xanten nach Detmold) durchzieht die Gemeinde und verbindet Oberaden mit Naherholungsgebieten wie dem Horstmarer See. Die „Münsterlandisierung“ von Oberaden geht voran. Oberaden hat wieder wenig Industrie, viel Grün und trägt eher den Charakter einer ländlichen Wohnsiedlung als einer städtischen Gemeinde.

### Einwohnerentwicklung
| Jahr | Einwohner |
| ---- | --------- |
| 1849 | 00.743    |
| 1890 | 01.029    |
| 1895 | 01.190    |
| 1900 | 01.323    |
| 1905 | 01.579    |
| 1910 | 01.679    |
| 1912 | 01.826    |
| 1931 | 01.787    |
| 1938 | 01.887    |
| 1946 | 02.488    |
| 1956 | 08.625    |
| 1960 | 12.002    |

| Jahr | Einwohner |
| ---- | --------- |
| 1961 | 11.948    |
| 1987 | 12.157    |
| 2000 | 13.120    |
| 2001 | 12.997    |
| 2002 | 12.793    |
| 2003 | 12.678    |
| 2004 | 12.571    |
| 2005 | 12.317    |
| 2006 | 12.391    |
| 2007 | 12.323    |
| 2008 | 12.266    |
| 2009 | 12.136    |

| Jahr | Einwohner |
| ---- | --------- |
| 2010 | 11.956    |
| 2011 | 11.917    |
| 2012 | 11.885    |
| 2013 | 11.730    |
| 2014 | 11.696    |
| 2015 | 11.703    |
| 2016 | 11.820    |
| 2017 | 12.124    |
| 2018 | 12.094    |
| 2019 | 12.110    |
| 2021 | 12.213    |
| 2022 | 12.445    |

## Politik

### Parteien und Gewerkschaften
Von 1946 bis 1952 hatte die CDU die Mehrheit im Gemeinderat, seit 1952 die SPD. Andere Parteien wie die FDP, die Grünen, Kommunisten und Rechte blieben eher unbedeutend. Einflussreich dagegen war die Gewerkschaft IG BE (heute IG BCE). Alljährlich fanden am 1. Mai eindrucksvolle Demonstrationen mit politischer Prominenz zum Tag der Arbeit statt.

### Bürgermeister
- Wilhelm Landwehr, CDU, 1946–1947
- Paul Rademacher, CDU, 1947
- Heinrich Bennemann, CDU, 1947–1950
- August Düsenberg, CDU, 1950–1952
- Wilhelm Rumpf, SPD, 1952–1964
- Heinz Voigt, SPD, 1964–1965

### Ortsvorsteher
- Albin Seibert, SPD, 1966–1975
- Helmut Krickau, SPD, 1975
- Manfred Voß, SPD, 1984
- Horst Grinat, SPD, 1992–1999
- Martin Blom, SPD, 1999–2010
- Michael Jürgens, SPD, seit 2010

### Bürgermeister der Stadt Bergkamen ab 1966
- Edgar Pech, SPD, 1966–1975
- Heinrich Kook, SPD, 1975–1989
- Wolfgang Kerak, SPD, 1989–1998
- Roland Schäfer, SPD, 1998–2020
- Bernd Schäfer, SPD, seit 2020

### Wappen
Blasonierung: „In Gold (Gelb) zwei gekreuzte schwarze Mauerspeere, rechts und links je ein sechszackiger schwarzer schwebender Stern.“
Das erst 1956 entstandene Gemeindewappen zeigt zwei gekreuzte römische Mauerspeere, wie sie bei Ausgrabungen vom Römerlager in Oberaden gefunden wurden, und zwei Sterne aus dem Wappen derer von Aden.

## Verkehrsanbindung
Oberaden liegt ca. 6 km vom Kamener Kreuz, dem Schnittpunkt der Autobahnen A1 (Köln–Bremen) und A2 (Hannover–Oberhausen) entfernt. Bis 1983 hatte Oberaden einen Bahnhof an der – damals hauptsächlich und heute ausschließlich dem Güterverkehr dienenden – Bahnstrecke Oberhausen-Osterfeld–Hamm. Heute sind die nächsten Bahnhöfe in den Nachbarstädten Lünen und Kamen. Dorthin verkehren Buslinien. Der ca. sechs Kilometer entfernte Hauptbahnhof Lünen bietet Verbindungen im Takt nach Münster, Dortmund sowie in die Niederlande (Enschede); vom Bahnhof Kamen erreicht man u. a. leicht Hamm und im Westen die großen Ruhrgebietsstädte Dortmund, Bochum, Essen und Duisburg. Auch Düsseldorf (mit vorherigem Halt aller Züge am internationalen Flughafen) und im weiteren Verlauf Köln-Aachen sind ab Kamen umsteigefrei zu erreichen. An den Bahnhöfen Dortmund, Hamm und Münster bestehen Anschlüsse an das IC- und ICE-Netz. Der Flughafen Dortmund ist ca. 11 km von Oberaden entfernt.

## Vereine
- SuS Oberaden (Handball, Volleyball und weitere Abteilungen)
- Freunde und Förderer des Stadtmuseums Bergkamen
- Freunde und Förderer der Preinschule Oberaden e. V.
- Freunde und Förderer der Realschule Oberaden e. V.
- Männergesangverein
- Akkordeon-Verein
- Schützenverein
- Freiwillige Feuerwehr
- Volksbühne 20
- Sauerländischer Gebirgsverein SGV
- Knappenverein
- kirchlich: Kolping, KAB, Posaunenchor, Männerverein, Kirchenchor

## Persönlichkeiten
Wilhelm Löbbe (* 1890 in Oberaden; † 1950 in Bochum), Maschinenbauingenieur, Konstrukteur, Erfinder von Bergbautechnologie (Löbbe-Hobel), Betriebsleiter der Gewerkschaft Eisenhütte Westfalia, Lünen, 2014 aufgenommen in die International Mining Technology Hall of Fame